# Christa Kohler
Christa Marianne Dorothea Kohler geborene Rappe, später Hoppe (* 9. Juli 1928 in Tannenbergsthal, Vogtland; † 17. Juli 2004 in Frankfurt am Main) war eine deutsche Ärztin und Hochschullehrerin.

## Leben
Die Pfarrerstochter studierte nach ihrem Abitur 1946 in Plauen und einem Jahr als Hilfskrankenschwerster in Hubertusburg in Leipzig Medizin. Sie promovierte 1953 an der dortigen Karl-Marx-Universität Leipzig mit einer Arbeit über Hypophysentransplantationen. Von 1960 an leitete Kohler die Psychotherapie-Abteilung der Universität Leipzig; Kohler entwickelte ein Konzept, das von ihr als »Kommunikative Psychotherapie« … bezeichnet wurde. In diesem Konzept waren neoanalytische, kommunikationstheoretische, logotherapeutische und kunsttherapeutische Ansätze integriert. Ab 1965 bemühte sie sich um eine Verselbständigung der Abteilung für Psychotherapie; es gelang, die »Abteilung für Psychotherapie und Neurosenforschung« aus dem Verband des Fachbereiches Neurologie und Psychiatrie herauszulösen und sie dem Bereich Medizin zu unterstellen.
Kohler habilitierte sich 1966. 1968 erschien ihr Lehrbuch Kommunikative Psychotherapie, „das keinen tieferen Bezug zu Pawlow, sondern eher modernen westlichen Theorien nimmt.“ 1969 leitete sie mit Christoph Schwabe zusammen in Leipzig eine erste internationale Tagung »Theorie und Methodik der Musiktherapie« durch (deren Hauptmaterial 1971 veröffentlicht wurde). Im gleichen Jahr wurde die „4. Sektion Musiktherapie“ unter ihrer Leitung gegründet. 1969 wurde sie ordentliche Professorin für Psychiatrie und war von 1971 bis 1973 Dekanin des Bereiches Medizin der Universität Leipzig.
Kohler nahm eine „völlig andere ärztliche Position“ als der im „traditionellen Medizinerdenken“ behaftete Harro Wendt ein. Ihr Prinzip erlaubte auch Zusammenarbeit von unten nach oben: Von Anfang an setzte sie auf interpersonelle, gleichberechtigte Zusammenarbeit von Medizinern und Nichtmedizinern, von Akademikern und Fachkräften des mittleren medizinischen Personals.
Ein bedeutender politischer Rivale und fachlicher Gegenspieler Kohlers war Dietfried Müller-Hegemann, der bekanntlich einer der „militantesten Verfechter des Pawlowismus in den 1950er Jahren war.“
Nach ihrer Wahl zur Dekanin der Medizinischen Fakultät erkrankte Kohler psychisch schwer und konnte ab 1974 nicht mehr arbeiten.
1975 legte sie ihre Arbeit wegen Erkrankung nieder: „Das Jahr 1976 markiert … den Abschluss einer Entwicklung der Abteilung für Psychotherapie und Neurosenforschung der Universität Leipzig, die unter der Leitung von Christa Kohler vorwiegend von Anita Kiesel, Christoph Schwabe und Hermann F. Böttcher gestaltet und verantwortet wurde“.
Ihre Tochter führt die Ideale ihrer Therapie weiter.

## Auszeichnungen
Im Jahr 1979 wurde Christa Kohler von der Gesellschaft für Ärztliche Psychotherapie (GÄP) der DDR die John-Rittmeister-Medaille verliehen.
Diese erhielten 21 Personen; unter ihnen waren drei Frauen. Außer Christa Kohler wurden John Rittmeisters Ehefrau Eva Rittmeister und Irene Blumenthal mit der Medaille ausgezeichnet.

## Schriften (Auswahl)
- Sozialpsychiatrische Probleme bei Neurosen und Psychosen der zweiten Lebenshälfte. Leipzig, 1966
- Kommunikative Psychotherapie. Jena: G. Fischer VEB, 1968
- Als Herausgeberin: Musiktherapie: Theorie und Methodik. Überarbeitete Beiträge einer wissenschaftlichen Konferenz. Im Auftrag der Karl-Marx-Universität Leipzig. Jena: G. Fischer VEB, 1971
- Bewegungstherapie bei funktionellen Störungen und Neurosen. Leipzig: Barth, 1972. Oder: Mit Anita Kiesel: Bewegungstherapie bei Neurosen und funktionellen Störungen.